# 微笑の法則 〜スマイル・オン・ミー〜
「微笑の法則 〜スマイル・オン・ミー〜」（ほほえみのほうそく スマイル・オン・ミー）は、日本のロックバンドである柳ジョージ&レイニーウッドが、1979年8月5日にリリースした通算6枚目のシングルである。

## 解説
1979年11月5日にリリースされたアルバム『RAINY WOOD AVENUE』の先行シングルで、資生堂1979年秋『ベネフィーク グレイシィ』CMソングに使用された。

## 収録曲
| 全編曲: レイニーウッド。 |                                                       |                |            |      |
| #                        | タイトル                                              | 作詞           | 作曲       | 時間 |
| 1.                       | 「微笑の法則 〜スマイル・オン・ミー〜」(SMILE ON ME)  | 柳ジョージ     | 柳ジョージ | 4:07 |
| 2.                       | 「FENCEの向こうのアメリカ」(AMERICA ACROSS THE FENCE) | トシ・スミカワ | 石井清登   | 3:25 |
| 合計時間:                | 合計時間:                                             | 合計時間:      | 合計時間:  | 7:32 |

## カバー
| 曲名                                | アーティスト | 収録作品                                    | 発売日        | 規格品番 | 備考                                                                           |
| ----------------------------------- | ------------ | ------------------------------------------- | ------------- | -------- | ------------------------------------------------------------------------------ |
| 微笑の法則 〜スマイル・オン・ミー〜 | 柳ジョージ   | 『Live “CLASSICS”』                         | 1995年9月21日 | MVCD-27  | 神奈川県民ホールと東京厚生年金会館にて行われたツアーライヴを収録したアルバム。 |
| 微笑の法則 〜スマイル・オン・ミー〜 | THE JAYWALK  | 『歌舞伎〜THE JAYWALK plays GEORGE YANAGI』 | 2017年7月26日 | ATDV-431 | 柳ジョージ&レイニーウッドおよび柳ジョージのカバー・アルバム。                  |
| FENCEの向こうのアメリカ             | 柳ジョージ   | 『Live "CLASSICS"』                         | 1995年9月21日 | MVCD-27  | 神奈川県民ホールと東京厚生年金会館にて行われたツアーライヴを収録したアルバム。 |